# The Vineyard (serie televisiva)
The Vineyard è una serie televisiva trasmessa da ABC Family dal 23 luglio 2013.
Narra le vicende di un gruppo di giovani che lavorano presso il "The Black Dog" su Martha's Vineyard.
La serie, la quale combina i generi documentario e soap opera, tratta le storie di personaggi non più adolescenti, almeno per la maggior parte, protagonisti nella nascita di nuove amicizie e triangoli amorosi. The Vineyard è stata ideata da Dave Broome e Brian Smith.
Nel mese di Marzo 2014, un portavoce della ABC ha annunciato la chiusura del docu-drama senza alcuna spiegazione in merito. Si suppone che il motivo della chiusura siano stati gli ascolti non proprio eccellenti della serie, che nell'ultimo episodio ha visto uno share dello 0,4%.

## Cast
- Taelyr Robinson[1]
- Sophi Alvarez[1]
- Lou D'Agostino[1]
- Katie Tardif[1]
- Jon Franco[1]
- Jackie Lyons[1]
- Gabby LaPointe[1]
- Emily Burns[1]
- Daniel Lipshutz[1]
- Cat Todd[1]
- Ben Rossi[1]
- Natasha Ponomaroff[1]
- Sean O'Brien[1]

## Episodi
| nº | Titolo originale               | Prima TV USA      |
| -- | ------------------------------ | ----------------- |
| 1  | Welcome to the Black Dog House | 23 luglio 2013    |
| 2  | Loose Lips Sink Ships          | 30 luglio 2013    |
| 3  | Hook-ups and Let-Downs         | 6 agosto 2013     |
| 4  | Romancing the Beach            | 13 agosto 2013    |
| 5  | Player Beware                  | 20 agosto 2013    |
| 6  | Cat Fight                      | 27 agosto 2013    |
| 7  | Secret's Out                   | 3 settembre 2013  |
| 8  | For Love or Vineyard           | 10 settembre 2013 |